# Potxep
Potxep (en rus: По́чеп) és una ciutat i el centre administratiu del districte de Potxepski de l'óblast de Briansk, Rússia, situada a 84 quilòmetres al sud-oest de Briansk. La seva població era de 17.161 habitants al cens de l'any 2010, havent registrat antigament xifres de 17.064 (2002) i 16.868 habitants (1989).

## Història
L'origen de Potxep és desconegut, però es va esmentar al segle XV com una ciutat important del Gran Ducat de Lituània. Va caure en mans del Gran Ducat de Moscou l'any 1503 i va romandre amb poca importància fins al 1709, quan el hetman Ivan Skoropadski va lliurar-la, en condició de donació, al príncep Ménxikov. Fou aleshores quan el príncep fundà el Fort d'Alexandròpolis a la rodalia i va posar en marxa la fabricació de veles per a vaixells russos.

## Residència del hetman
La indústria va reduir-se després de la caiguda de Ménxikov i la ciutat es va estancar fins al 1750, quan va passar a mans d'un altre hetman, Kirilo Rozumovski, que planejava construir la seva residència d'estiu. L'únic monument d'aquests plans fou l'Església de la Resurrecció, construïda amb un disseny barroc confiat a l'arquitecte Antonio Rinaldi durant la dècada del 1750.